# Messe Augsburg
Augsburg hat eine lange Tradition als Messestadt. Das heutige Gelände der Messe Augsburg wurde 1988 eröffnet. Es ist nach Hallenfläche das drittgrößte Messegelände in Bayern. In Deutschland steht es auf Rang 16. Zuvor fanden Ausstellungen in Zelthallen auf Flächen des Wittelsbacher Parks statt.
Hauptgesellschafter der Messe ist die Stadt Augsburg. Zu den weiteren Gesellschaftern gehören der Landkreis Augsburg, der Bezirk Schwaben, der Landkreis Aichach-Friedberg, die IHK für Augsburg und Schwaben sowie die Handwerkskammer Schwaben. Die Vermarktung wurde zwischen 1. Juli 2004 und 30. Juni 2009 von der Augsburg AG übernommen. Seit 1. Juli 2009 wird die Messe Augsburg wieder von der ASMV GmbH (Augsburger Schwabenhallen Messe- und Veranstaltungsgesellschaft mbH) geführt.

## Messegelände
Das Messegelände umfasst derzeit zwölf Hallen mit 48.000 m² Ausstellungsfläche, 10.000 m² Freifläche und ein modulares Kongress- und Tagungscenter mit 2.200 m². Im Jahr 2008 wurden zwei alte Hallen abgerissen. An ihrer Stelle wurden die neue Halle 5 mit 7.800 m² Fläche und Energiespartechnik sowie die Halle 6, die auch als Foyer der Halle 5 dient, errichtet. Eröffnet wurden die beiden Hallen im Herbst 2009.

### Schwabenhalle (Halle 1)

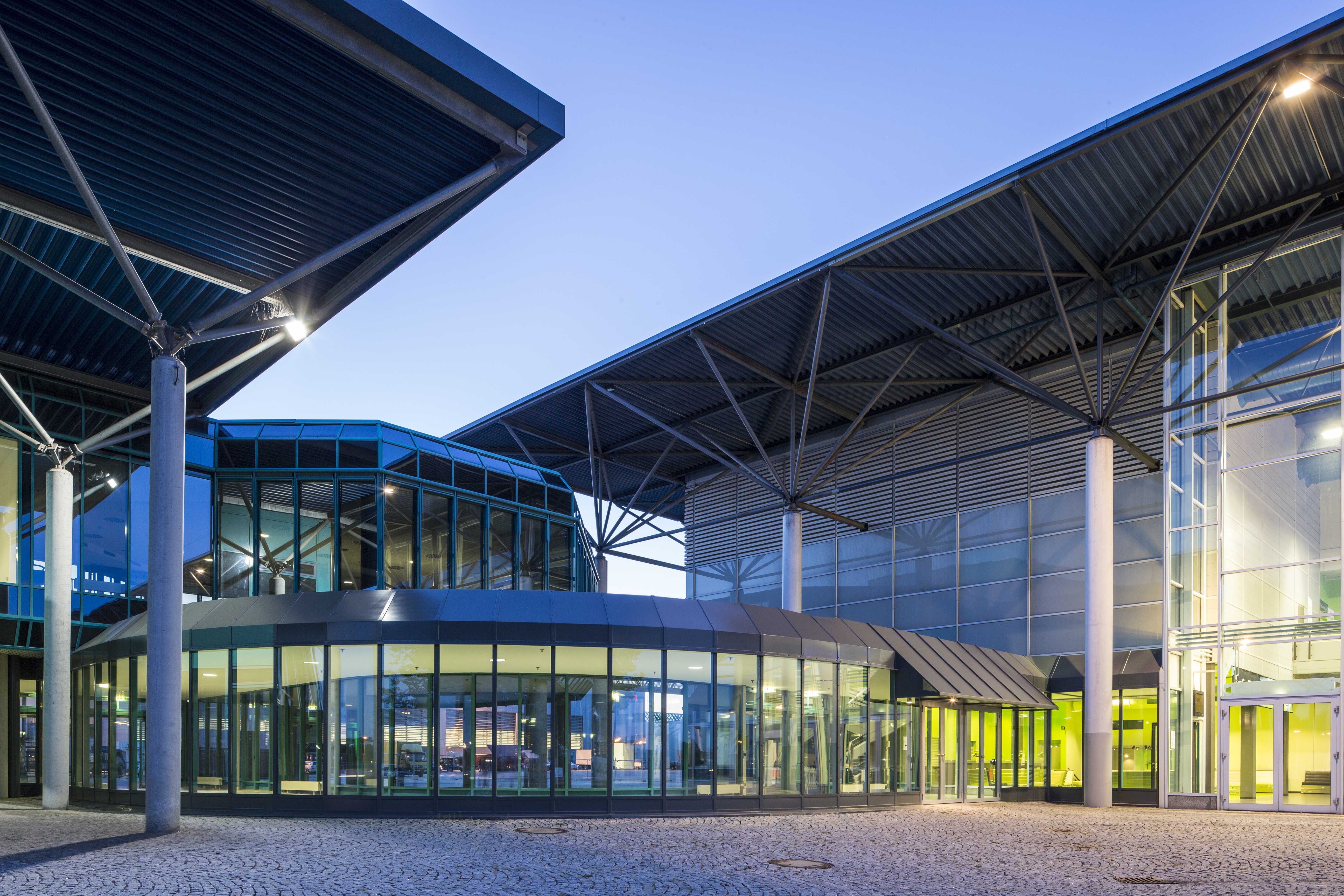
Tagungscenter der Messe Augsburg

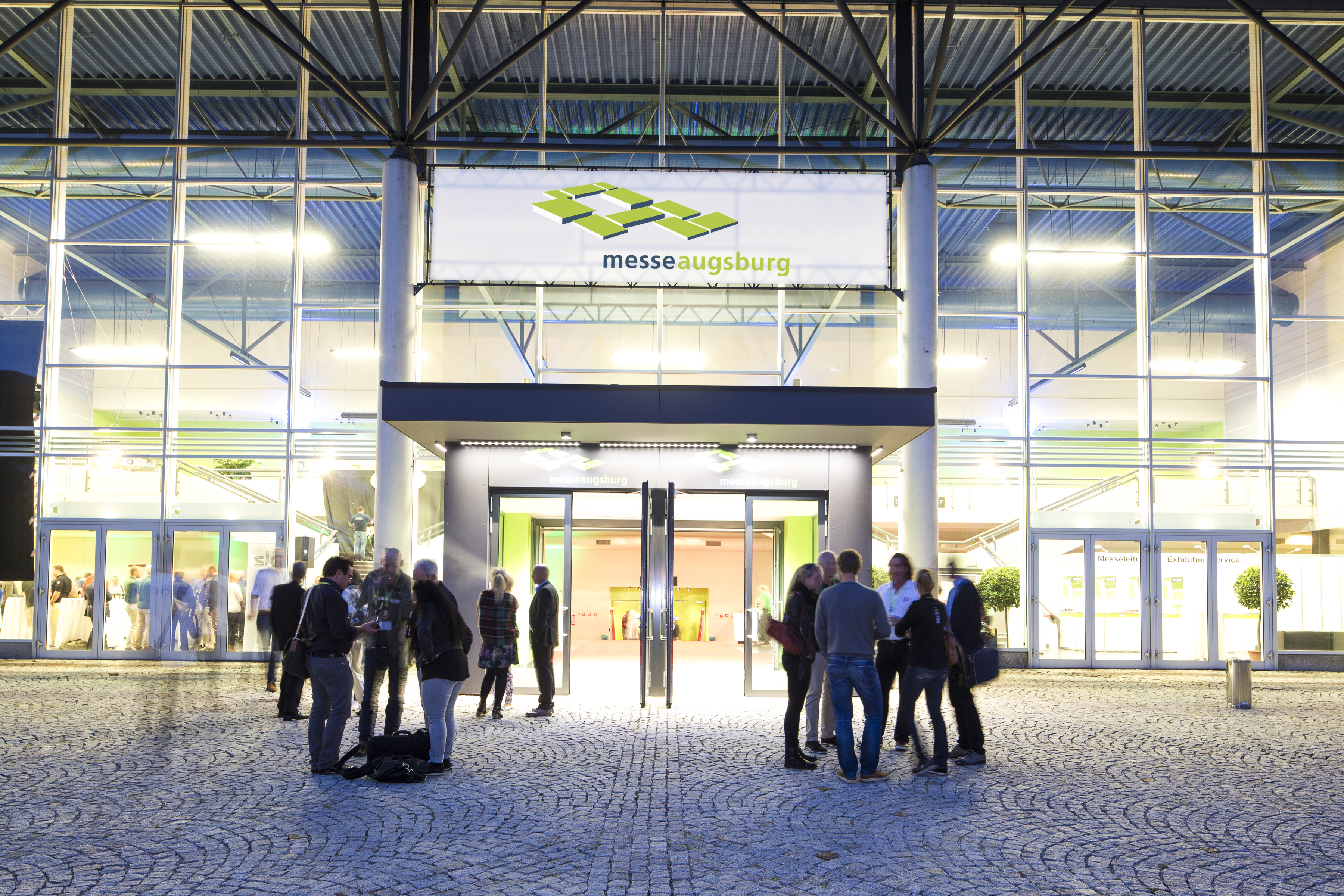
Eingangsbereich der Messe Augsburg

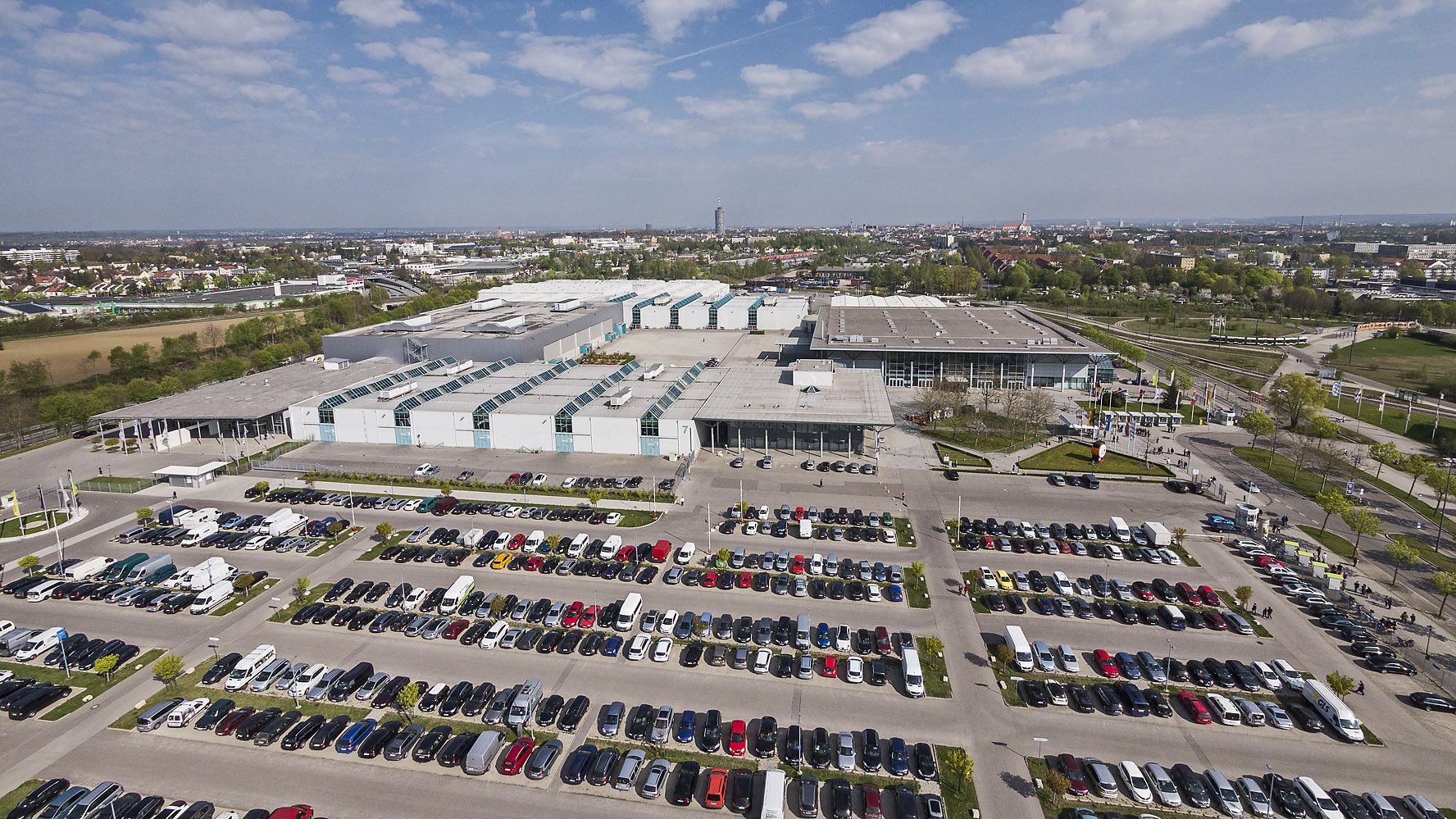
Parkplätze und Messehallen

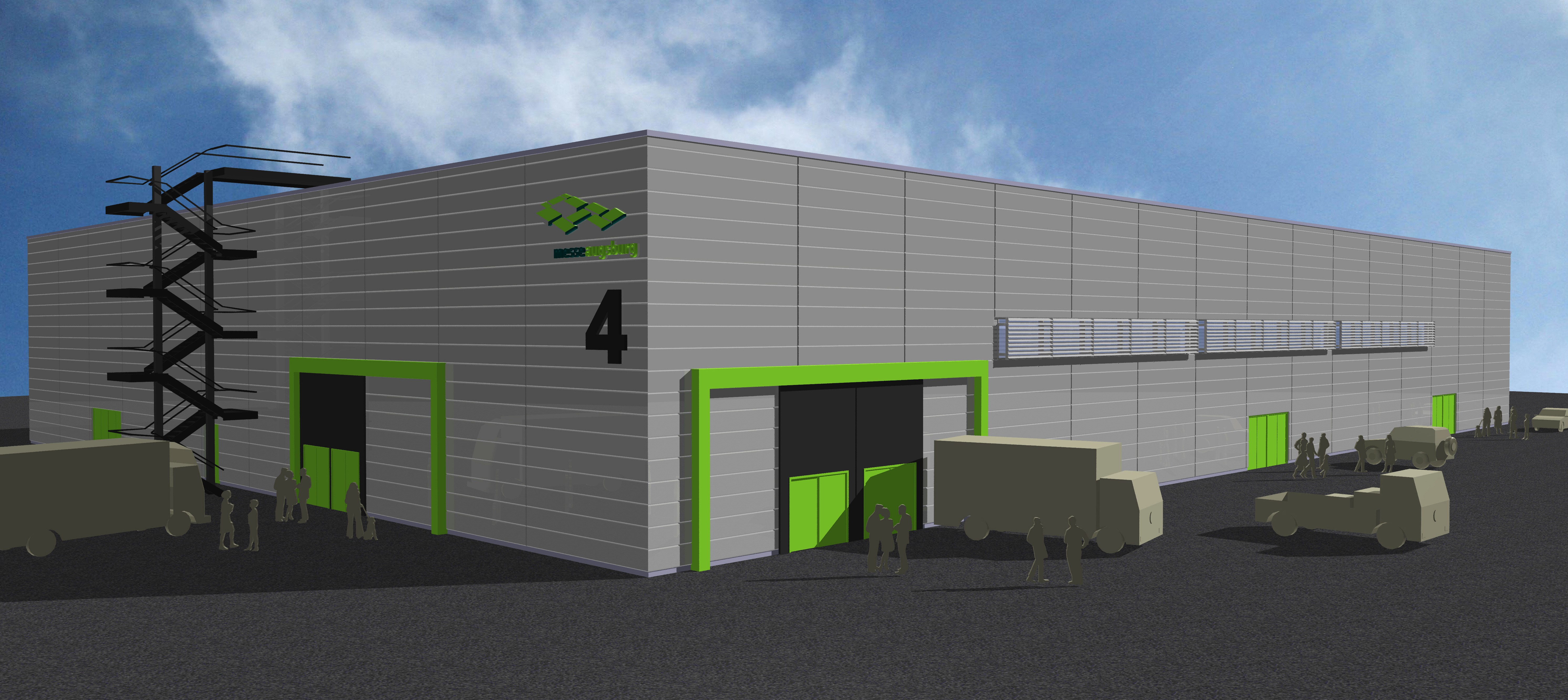
Neubau Halle 4

Die multifunktionale Schwabenhalle wird für Großveranstaltungen, Konzerte, Sportveranstaltungen, Events aller Art und TV-Shows genutzt. Sie verfügt über 6.300 m² Bruttofläche und kann bis zu 8.200 Besucher aufnehmen.
Eine ausfahrbare Tribüne bietet Sitzplätze für bis zu 2004 Zuschauer. Die Schwabenhalle bildet außerdem einen der vier Eingangsbereiche zum Gelände und liegt direkt am Besucherparkplatz.

### Messehallen
Die Messehallen lassen sich, je nach Verwendungszweck und Größe der Veranstaltung, unterschiedlich kombinieren. Die Schwabenhalle (Halle 1), die Hallen 3, 5 und 7 haben eigene Eingangsbereiche, so dass sie auch parallel zu anderen Veranstaltungen genutzt werden können.
| Halle             | Grundfläche         | Maße             | Höhe   | ergänzende Informationen |
| ----------------- | ------------------- | ---------------- | ------ | --- |
| 1 (Schwabenhalle) | 6.082,48 m² (netto) | 82,80 × 73,46 m  | 10,0 m | ausfahrbare Teleskoptribüne mit bis zu 2.000 Sitzplätzen, Foyer, Künstlergarderoben und Konferenzraum                                      |
| 2                 | 8.270,00 m² (netto) | 79,00 × 104,30 m | 10,0 m | Die neue Halle 2 wurde am 15. Oktober 2019 im Rahmen der interlift eröffnet.                                                               |
| 3                 | 7.228,00 m² (netto) | 129,32 × 58,99 m | 7,0 m  | im Rundgang kombinierbar mit den Hallen 2, 4, 5, 6 und 7 sowie der Schwabenhalle (Halle 1), separater Eingang über das Nordgelände möglich |
| 4                 | 4.072,50 m² (netto) | 74,48 × 56,68 m  | 7,33 m | die neue Halle 4 wurde im Oktober 2015 im Rahmen der interlift eingeweiht                                                                  |
| 5                 | 7.761,30 m² (netto) | 103,90 × 74,68 m | 10,0 m | separater Eingangsbereich über die Halle 6, direkt am Besucherparkplatz                                                                    |
| 6 (Foyer)         | 882,29 m² (netto)   | 30,00 × 51,00 m  | 5,7 m  | als Foyer für die Hallen 5 und 7 nutzbar oder für kleinere Ausstellungen                                                                   |
| 7                 | 5.650,15 m² (netto) | 104,26 × 54,19 m | 7,3 m  | im Rundgang kombinierbar mit Tagungscenter, Schwabenhalle, den Hallen 2, 3, 4, 5 und 6, direkt am Besucherparkplatz                        |

## Wichtige Messen
Die Messe Augsburg hat sich am Messeplatz Bayern als synergetische Ergänzung zu München und Nürnberg für den Wirtschaftsraum Augsburg und Schwaben mit der Durchführung überregionaler und internationaler Fachmessen in Marktnischen wie auch von Publikumsveranstaltungen etabliert:
- Airtec – Internationale Innovationsmesse für Luft- & Raumfahrt, Future Air Mobility und New Space[5]
- Augsburger Frühjahrsausstellung (afa) – Regionale Verbrauchermesse
- Coiltech Deutschland – Internationale Fachmesse und Konferenz für die Herstellung von elektrischen Maschinen[6]
- interlift – Weltleitmesse für Aufzugtechnik
- intersana – internationale Gesundheitsmesse
- Jagen und Fischen – Internationale Ausstellung für Jäger, Fischer und Naturliebhaber
- Off-Grid Expo + Conference – Das Event für netzferne Solar-, Wind-, Wasserkraftsysteme und autarke Stromversorgung[7]
- Spielwiesn – Das Spiele-Paradies am Lech! Messe für Brett- und Gesellschaftsspiele[8][9]
- SuperStay live – Branchenplattform für die Aufwertung von Ferienimmobilien[10][11]

## Sonstige Veranstaltungen
Vor allem in der Halle 1 (Schwabenhalle) finden regelmäßig Konzerte sowie andere Großveranstaltungen statt.

## Verkehrsanbindung
Die Messe Augsburg liegt direkt an der B 17 und kann mit dem Zug über den Bahnhof Augsburg Messe erreicht werden. Es existiert ein Straßenbahnstichgleis, das zu Großveranstaltungen von der Sonderlinie 9 des AVV bedient wird. Außerdem wird das Messegelände durchgehend von der Buslinie 41 (Augsburg-Königsplatz – Augsburg-Hochfeld – Augsburg-Bergstraße) angefahren. Die nächstgelegene durchgehend bediente Straßenbahnhaltestelle ist Bukowina Institut/PCI.

### Bahnhof Augsburg Messe

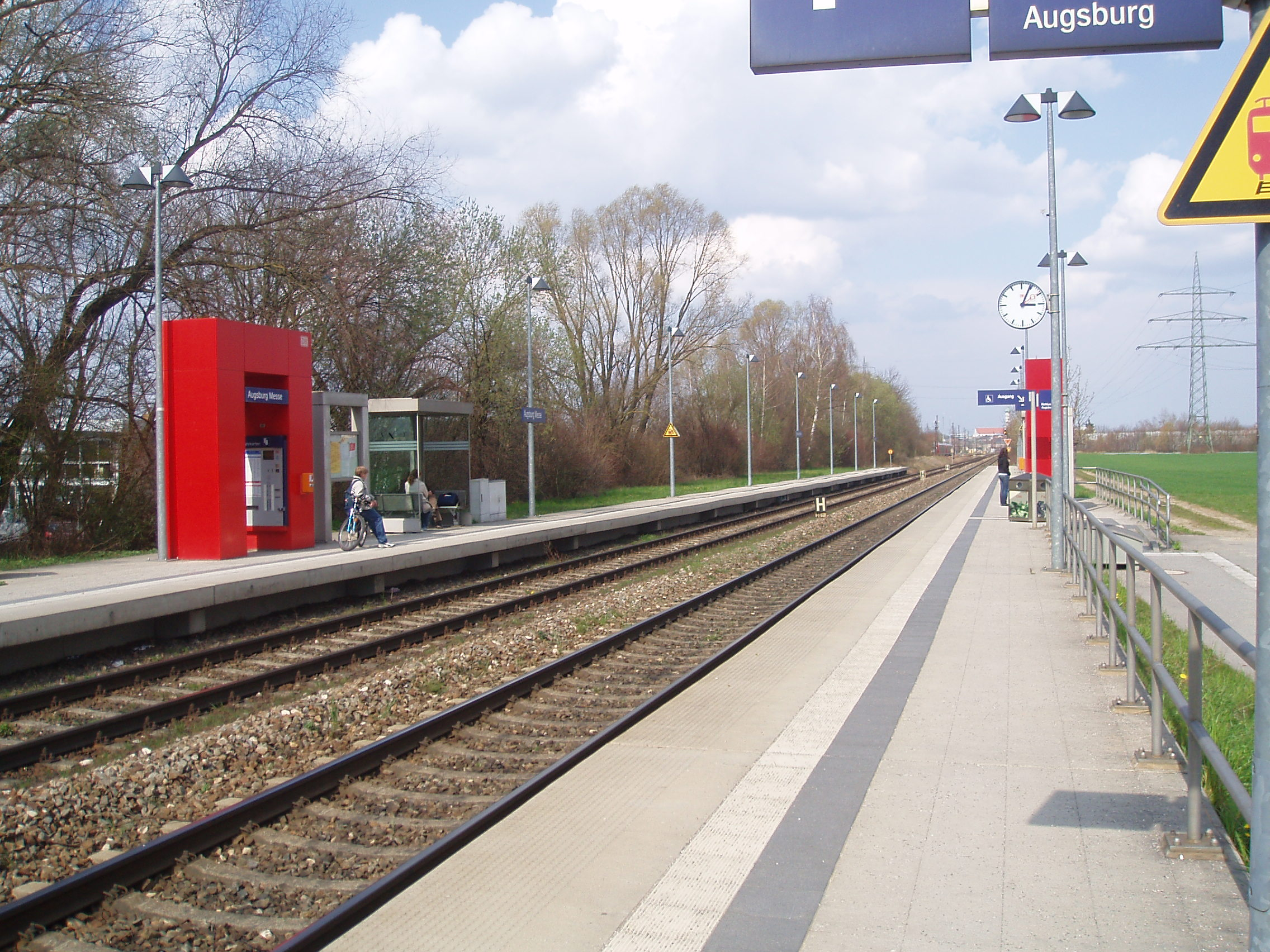
Bahnhof Augsburg Messe

Der Bahnhof Augsburg Messe (48° 20′ 18″ N, 10° 53′ 9″ O) ist ein barrierefreier Haltepunkt an der Bahnstrecke Augsburg–Buchloe, der im Rahmen der Messe Interschutz im Jahr 2000 neu eröffnet wurde. An gleicher Stelle existierte seit etwa 1900 der Haltepunkt Göggingen, eine einfache Holzbude ohne Bahnsteig, welcher Ende der 1960er-Jahre aufgrund mangelnder Nachfrage geschlossen und abgetragen wurde.
Die Station im Tarifgebiet des Augsburger Verkehrsverbundes (AVV) wird von allen Regionalbahnen angefahren, die zwischen dem Augsburger Hauptbahnhof und Buchloe (als R7 über Bobingen und Schwabmünchen) sowie Landsberg am Lech (als R8 über Klosterlechfeld) verkehren. Durch die Einführung des Regio-Schienen-Taktes hat sich die Bedeutung der Station Augsburg Messe gesteigert, die nun als wichtiger Haltepunkt für Pendler aus den Stadtteilen Göggingen und Universitätsviertel dient. In den Sommerferien des Jahres 2021 wurden beide Bahnsteige abgerissen und neu aufgebaut. 

### Bahnhof Messe der Augsburger Localbahn

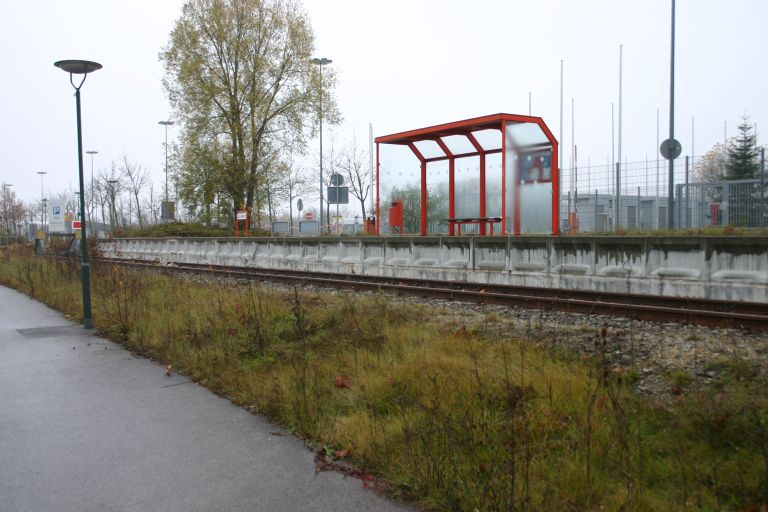
Bahnhof AL Messe der Augsburger Localbahn

Das Messegelände ist an den Güterverkehr der Augsburger Localbahn angeschlossen. Der eigene Haltepunkt AL-Messe ist für den Personenverkehr dagegen stillgelegt, der Bahnsteig wurde jedoch nicht abgetragen.